# Zhouzhuang
Zhouzhuang (cinese: 周庄, pinyin: Zhouzhuang) è una città della Cina situata nella provincia di Jiangsu. Si trova nella città a livello di contea di Kunshan, 30 km a sud-est di Suzhou.